# 129595 Vand
129595 Vand è un asteroide della fascia principale. Scoperto nel 1997, presenta un'orbita caratterizzata da un semiasse maggiore pari a 2,3173683 UA e da un'eccentricità di 0,1547868, inclinata di 2,86463° rispetto all'eclittica.